# حباب (فیلم ۲۰۰۵)
«حباب» (انگلیسی: Bubble (film)) فیلمی در ژانر مرموز به کارگردانی استیون سودربرگ است که در سال ۲۰۰۵ منتشر شد.